# La Jetée
La Jetée (en català, El moll) és una pel·lícula francesa de ciència-ficció estrenada el 1962 dirigida per Chris Marker. Es relata la història d'un experiment de viatge en el temps dut a terme després d'una guerra atòmica. Si bé és una pel·lícula, el director la defineix com una fotonovel·la, ja que es va realitzar filmant una sèrie de fotografies que donen context a la narració que les acompanya i amb prou feines compta amb una breu seqüència d'imatges en moviment.
El 1963, va guanyar el premi Jean Vigo com a curtmetratge. L'escriptor de ciència-ficció William Gibson la considera com una de les seves principals influències. El 2010, la revista Time va classificar La Jetée en el primer lloc de la seva llista de "Top 10 time-travel movies" ("Millors 10 pel·lícules de viatge en el temps"). El 2012, d'acord amb l'enquesta de Sight & Sound, el British Film Institute la va considerar com la 52ª millor pel·lícula de tots els temps.

## Sinopsi
Després d'una guerra nuclear apocalíptica, el món ha quedat devastat. Un grup de científics del bàndol vencedor arriba a la conclusió que l'única manera de salvar la humanitat és recórrer als viatges a través del temps: o bé enviar una persona al passat per demanar ajuda, o al futur per buscar una solució a la situació actual. La persona triada per a realitzar el viatge a través del temps és un presoner. És una història de tipus experimental sobre el poder de la memòria, explicada exclusivament a través de fotos fixes, en la qual un home tracta de reconstruir el record de la seva estimada, en temps de la Tercera Guerra Mundial.

## Repartiment
- Jean Négroni - El narrador
- Hélène Châtelain - La dona
- Davos Hanich - L'home
- Jacques Ledoux - L'experimentador
- Ligia Branice - una dona del futur
- Janine Kleina - una dona del futur
- William Klein - un home del futur

## Llegat
12 Monkeys, de Terry Gilliam, es va inspirar i agafa diversos conceptes directament de La Jetée. David Bowie també es va inspirar en aquesta pel·lícula per al videoclip de la cançó Jump They Say, dirigit per Mark Romanek.